# World of Illusion
World of Illusion är ett TV-spel till Sega Mega Drive som kom ut 1992. Spelet handlar om Musse Pigg och Kalle Anka som hamnar i en magisk värld. I spelet kan man välja att spela som antingen Musse, Kalle eller spela tillsammans med en vän. Spelet är tillverkat av Sega som även gjorde Castle of Illusion, Quackshot och Fantasia.